# 蔵川村
蔵川村（くらかわむら）は、愛媛県喜多郡にあった村。現在の大洲市蔵川・宇和川にあたる（肱川町宇和川は含まない）。

## 地理
- 河川：橡元川

## 歴史
- 1889年（明治22年）12月15日 - 町村制の施行により、蔵川村および宇和川村の一部の区域をもって発足。
- 1921年（大正42年）11月1日 - 大成村と合併して大川村が発足。同日蔵川村廃止。